# Gustav Ludwig Hertz
Gustav Ludwig Hertz,  nemški fizik, * 22. julij 1887, Hamburg, Nemčija, † 30. oktober 1975, Berlin, Nemčija.
Gustav Ludwig je bil nečak Heinricha Rudolfa Hertza in oče Carla Hellmutha.
Hertz je leta 1925 skupaj z Jamesom Franckom prejel Nobelovo nagrado za fiziko za raziskave gibanja elektronov skozi plin. Franck-Hertzev poskus je bil eden zgodnejših fizikalnih poskusov, ki so potrdili Bohrov model atoma, predhodnika kvantne mehanike. Leta 1913 je preskus priskrbel podatke o energijskih nivojih. Elektroni so po tej predstavi krožili okrog atomskega jedra z določenimi, nezveznimi količinami energije.